# Maria Katharina Kasper
Maria Katharina Kasper, PHJC (26. května 1820, Dernbach – 2. února 1898, tamtéž) byla německá římskokatolická řeholnice, zakladatelka a členka kongregace Chudých služebnic Ježíše Krista. Katolická církev ji uctívá jako světici.

## Život
Narodila se dne 26. května 1820 v obci Dernbach (dnešní zemský okres Westerwald) jako třetí ze čtyř dětí rodičům Heinrichu Kasperovi a Katharině Fassel. Kromě toho měl její otec z prvního manželství čtyři dcery. Její rodiče pracovali jako rolníci. V dětství navštěvovala školu ve své rodné obci. Dělala také domácí práce. Ráda si četla Bibli a rozhodla se zasvětit život Bohu. Roku 1841 jí zemřel otec a o rok později i jeden z jejích bratrů, načež se musela kvůli problémům s dědictvím se svoji matkou odstěhovat a žít v pronájmu.
Po smrti své matky se rozhodla založit novou řeholní kongregaci, do které by následně vstoupila. Na své myšlence intenzivně pracovala a novou kongregaci Chudých služebnic Ježíše Krista založila dne 15. srpna 1851. Tentýž den složila se svými společnicemi řeholní sliby. Zvolila si řeholní jméno Maria. Později byla zvolena první generální představenou své kongregace. Během jejího působení se kongregace značně rozšířila. Založení kongregace bylo uznáno papežem Lvem XIII. dne 21. května 1890.
Dne 27. ledna 1898 utrpěla infarkt. Zemřela dne 2. února 1898 ve své rodné obci.

## Úcta

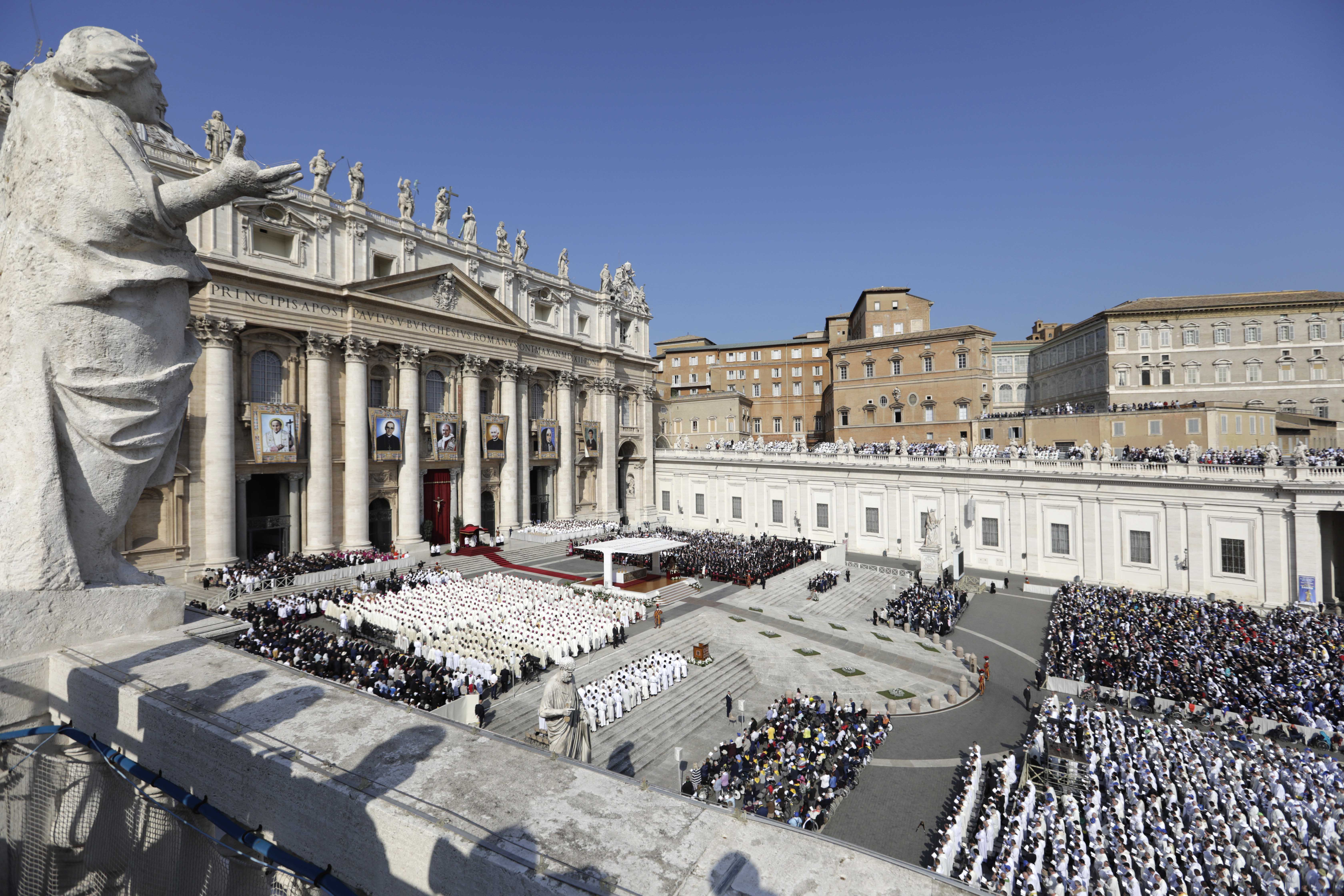
Svatořečení Marie Kathariny Kasper a dalších světců na Svatopetrském náměstí ve Vatikánu

Její beatifikační proces započal dne 3. února 1946, čímž obdržela titul služebnice Boží. Papež sv. Pavel VI. ji dne 4. října 1974 podepsáním dekretu o jejích hrdinských ctnostech prohlásil za ctihodnou. Dne 20. ledna 1977 byl uznán první zázrak na její přímluvu, potřebný pro její blahořečení.
Blahořečena pak byla dne 16. dubna 1978 na Svatopetrském náměstí papežem sv. Pavlem VI. Dne 6. března 2018 byl uznán druhý zázrak na její přímluvu, potřebný pro její svatořečení. Svatořečena pak byla spolu s několika dalšími světci dne 14. října 2018 na Svatopetrském náměstí papežem Františkem.
Její památka je připomínána 2. února. Bývá zobrazována v řeholním oděvu. Je patronkou jí založené kongregace.